# Accession
Accession innebär inom civilrätten att ett föremål, som mekaniskt installeras på eller sammanfogas med en fastighet, kan bli fastighetstillbehör. Härigenom övergår äganderätten till föremålet automatiskt till fastighetsägaren. Ett tämligen sällan använt begrepp inom fastighetsrätten utan direkt lagstöd. Det finns dock rättsfall som ger tydligt stöd till användandet i svensk rätt. I NJA 2015 s 961 uttalar HD att principen om förvärv genom accession också ska tillämpas på lös egendom. En viktig förutsättning för accession är att ett särskiljande av den ifrågavarande egendomen inte kan ske utan väsentlig värdeförstörelse.  